# Bembidion bifossulatum
Bembidion bifossulatum är en skalbaggsart som beskrevs av Leconte 1851. Bembidion bifossulatum ingår i släktet Bembidion och familjen jordlöpare. Inga underarter finns listade i Catalogue of Life.